# Burbidgea longiflora
Burbidgea longiflora là một loài thực vật có hoa trong họ Gừng. Loài này được Henry Nicholas Ridley mô tả khoa học đầu tiên năm 1913 dưới danh pháp Alpinia longilora. Năm 1972, Rosemary Margaret Smith chuyển nó sang chi Burbidgea.

## Phân bố
Loài này có ở Sarawak, Malaysia, trên đảo Borneo.